# Das Leben und die Meinungen des Herrn Magister Sebaldus Nothanker

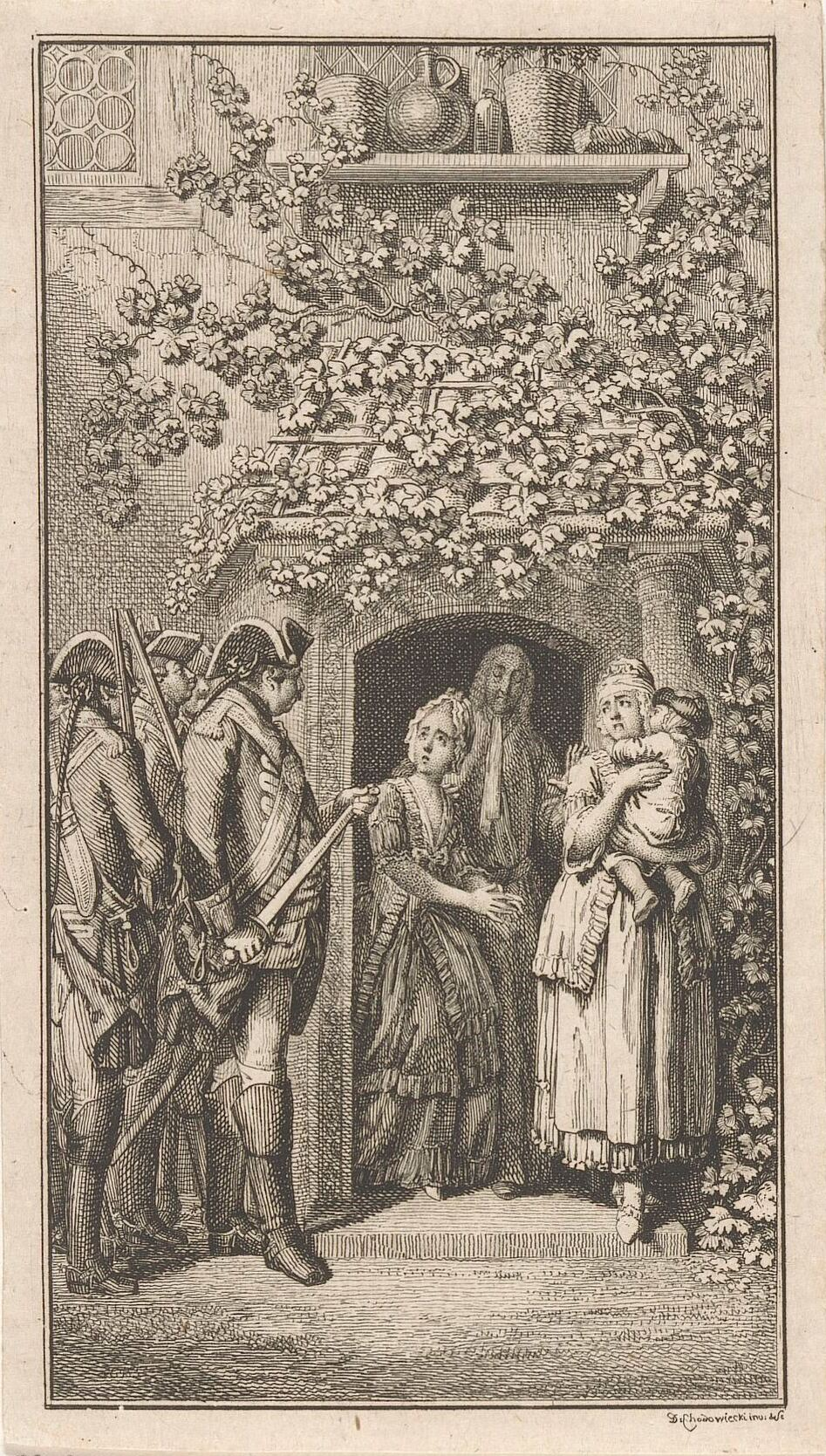
Die Familie Nothanker wird aus dem Haus gesetzt
(Daniel Chodowiecki)

Das Leben und die Meinungen des Herrn Magister Sebaldus Nothanker (mit Illustrationen von Daniel Chodowiecki) ist ein satirischer Roman von Friedrich Nicolai, der in drei Bänden von 1773 bis 1776 veröffentlicht wurde und als ein wichtiges fiktionales Zeugnis der Aufklärung gilt. Der Titel ist Laurence Sternes Romanwerk Leben und Ansichten von Tristram Shandy, Gentleman entlehnt.

## Inhalt und Würdigung
Das Werk schildert das Leben des Sebaldus Nothanker, der im spätaufgeklärten Deutschland lebt. Es setzt, nach der im Vorwort gegebenen Erklärung, an einer eventuellen Nachzeichnung der Entwicklung des Nothanker uninteressiert zu sein, dort ein, wo, wie der Verfasser meint, viele Romane schon enden – mit der Vermählung des Protagonisten – um von hier ausgehend über dessen weiteres Leben zu berichten.
Der Stil ist im Sinne der Aufklärung betont nüchtern, beinahe karg. Selbst eine tiefer- oder weiterreichende Charakterisierung der Figuren wird vermieden. Im Inhalt erwacht aber dann die Emotionalität, mit der alle der Aufklärung feindlichen Tendenzen der Zeit aufgespürt werden, exemplarisch verwoben mit dem Leben der Hauptfigur, dessen Dienst als protestantischer Pfarrer an ebendiesem Punkte scheitert.
Im Ersten Buch (19–67) wird Sebaldus Nothanker als ein gerechter Geistlicher geschildert, der mehr am Wohle seiner einfältigen Gemeindeglieder als an obrigkeitlichen Vorgaben interessiert ist und noch mehr an der Auslegung der Apokalypse, aus der er die Negierung der Höllenfeuer abzuleiten und Gott als einen ebenso gerechten wie gütigen nachzuweisen hofft. Genau hieran macht sich dann der Widerstand der Amtskirche fest, die den Anlass einer vaterländischen Predigt nutzt, den Protagonisten in einem bündigen Lehrverfahren des Amtes zu entheben.
Wilhelmine, die Gattin Nothankers, erkrankt hierüber und verstirbt, von dem Nachfolger ihres Mannes auf die Straße gesetzt, in der Stube eines »ehrlichen Bauerns« (60), der als Einziger bereit war, die unerwartet Obdachlosen aufzunehmen. Charlotte, die kleine Tochter, war der Mutter schon vorangestorben, sodass Sebaldus, der in seiner Not sich aufgemacht hatte, alte Freunde um Hilfe zu bitten, bei seiner Rückkehr nur noch die ältere Tochter Marianne am Leben findet. Auch die vermeintlichen Freunde hatten sich nicht als solche erwiesen, so dass Sebaldus droht, in seinem Elend zu versinken, „[…] denn bei großer Wehmut ist die Wehmut selbst der einzige Genuß“ (62), wie zuvor schon von Wilhelmine gesagt wurde – als unerwartet der einzig dem um Hilfe Reisenden als abwesend angezeigte Freund, der Buchhändler Hieronymus, den Trauernden auffindet, ihn aufnimmt, die Tochter in Lohn und Brot bringt und schließlich dem Magister selbst eine Anstellung als Korrektor in Leipzig verschafft.
Der Roman, der schon im Ersten Buch mit einer aufschlussreichen Beschreibung der Zustände der Zeit für die schwache Entwicklung der Figuren entschädigt, entwickelt sich nun vollends zum Sittengemälde. Ein befreundeter gelehrter Magister klärt schon zu Beginn des Zweiten Buches (70–135) den von der Bücherstadt Enthusiasmierten über Inhalt, Zweck und Güte der vielen Schriften auf, gibt Auskunft über Verleger, dann Schriftsteller und schließlich Übersetzer. Aus der Darstellung eben jener Übersetzer seien Auszüge exemplarisch, Haltung und Ton des Romans charakterisierend, wiedergegeben:
„Außerdem gibt’s auch Übersetzer, die zeitlebens gar nichts anders tun als übersetzen; Übersetzer, die ihre Übersetzungen in Nebenstunden zur Erholung machen […]; Vornehme Übersetzer, diese begleiten ihre Übersetzungen mit einer Vorrede, und versichern die Welt, daß das Original sehr gut sei; Gelehrte Übersetzer, diese verbessern ihre Übersetzungen, begleiten sie mit Anmerkungen und versichern, daß es sehr schlecht sei, daß Sie es aber doch leidlich gemacht hät-ten; Übersetzer, die durch Übersetzungen Originalschriftsteller wer-den, diese nehmen ein französisches oder engländisches Buch, lassen Anfang und Ende weg, ändern und verbessern das übrige nach Gut-dünken, setzen ihren Namen keck auf den Titel, und geben das Buch für ihre eigene Arbeit aus. Endlich gibt es Übersetzer, die ihre Übersetzungen selbst machen, und solche die sie von andern machen lassen. […]
Hat er [sc. der Verleger] etwa drei Alphabete in groß Großoktav oder Großquart zu Komplettierung seiner Messe noch nötig, so sucht er unter allen neuen noch unübersetzten Büchern von drei Alphabeten dasjenige aus, dessen Titel ihm am besten gefällt. Ist sodann ein Arbeiter gefunden (welches eben nicht schwer ist), der noch drei Alphabete bis zur nächsten Messe übernehmen kann, so handeln sie über den armen Franzosen oder Engländer, wie zwei Schlächter über einen Ochsen oder Hammel nach dem Ansehen oder auch nach dem Gewichte. Wer am teuresten verkauft oder am wohlfeilsten eingekauft hat, glaubt, er habe den besten Handel gemacht. Nun schleppt der Übersetzer das Schlachtopfer nach Hause, und tötet es entweder selbst, oder läst es durch den zweyten oder dritten Mann töten. […]
Das ist eben das Manufakturmäßige bei der Sache. Sie müssen wissen, es gibt berühmte Leute, welche die Übersetzungen im Großen entrepreniren, wie ein irrländischer Lieferant das Pöckelfleisch für ein Geschwader, und sie hernach wieder an ihre Unterübersetzer austeilen. Diese Leute erhalten von allen neuen übersetzbaren Büchern in Frankreich, Italien und England die erste Nachricht, wie ein Makler in Amsterdam Nachricht von Ankunft der ostindischen Schiffe im Texel hat. Alle übersetzungsbedürftige Buchhändler wenden sich an sie, und sie kennen wieder jeden ihrer Arbeiter, wozu er zu gebrauchen ist, und wie hoch er im Preise stehet. Sie wenden den Fleißigen Arbeit zu, bestrafen die Säumigen mit Entziehung ihrer Protektion, merzen die Fehler der  Übersetzungen aus oder bemänteln sie mit ihrem vornehmen Namen, denn mehrenteils sind Unternehmer dieser Art stark im Vorredenschreiben. Sie wissen auch genau, wie viel Fleiß an jede Art der Übersetzung zu wenden nötig ist, und welche Mittel anzuwenden sind, damit ihre Übersetzungen allenthalben angepriesen, und dem berühmten Manne öffentlich gedanket werde, der die deutsche gelehrte Welt damit hat beglücken wollen. […]
Zum Beispiel zu theologischen Büchern tut gemeiniglich ein hochwürdiger Herr einem Buchhändler den Vorschlag, sie unter seinem Namen und mit seiner Vorrede übersetzen zu lassen; es versteht sich aber, daß er das Buch nicht selbst übersetzt, sondern er giebt es gegen zwei Dritteile der mit dem Verleger abgeredeten Bezahlung an einen seiner Arbeiter ab. Dieser verdingt es gemeiniglich gegen drei Vierteile dessen was ihm der hochwürdige Herr gönnen will, an einen dritten, der es zuweilen, wenn die Manufaktur stark gehet, an einen vierten gegen fünfzehn Sechzehnteile dessen, was er bekommt, abläßt. Dieser übersetzt es wirklich, so gut oder schlecht er kann.“ (86–89).
In dieser und ähnlicher Weise werden so die im Titel avisierten »Meinungen« und »Ansichten« des Magisters immer wieder genutzt, einzelne Missstände in den Blick zu bekommen, darüber hinaus aber ein farbenfroh-polemisches Bild der Gesellschaft zu zeichnen. So wundert es nicht, dass die Figuren des Nothanker immer wieder auf ihren aktuellen Bezug abgeklopft wurden. So meinte man beispielsweise im Generalvikar Stauzius, der das Amtsenthebungsverfahren führt, Johann Melchior Goeze, den Gegner Gotthold Ephraim Lessings und in dem dann die Tochter Marianne ehelichenden Säugling Johann Georg Jacobi zu erkennen. Die Figur der Marianne selbst aber soll, wie schon das Vorwort des Nothanker ankündigt, an Moritz August von Thümmels Komisches Epos Wilhelmine von 1764 den Anschluss halten. Ihr Schicksal wie auch das ihres Vaters wendet sich am Ende dann aber zum Guten. Nicht durch Gottes Hilfe oder die der Gesellschaft, sondern durch banales Glück: Ein Lotteriegewinn ermöglicht Mariannes Ehe mit Säugling, der allerdings vom idealistischen Schöngeist zum handfesten Bauern werden muss, und setzt Nothanker selbst frei, jenen Apokalypsenkommentar zu schreiben, der schon zu Beginn des Romanes angekündigt wurde und sich im Verlaufe des Nothanker dem Leser bereits in der Schilderung der gesellschaftlichen Zustände als geschriebener vollzogen hatte.

## Ausgaben
- Das Leben und die Meinungen des Herrn Magister Sebaldus Nothanker. Berlin 1773–1776 (Bd. 1 als Digitalisat und Volltext im Deutschen Textarchiv, Bd. 2 als Digitalisat und Volltext im Deutschen Textarchiv, Bd. 3 als Digitalisat und Volltext im Deutschen Textarchiv)
- Leben und Meinungen des Herrn Magister Sebaldus Nothanker. mit einem Nachwort von Heinz Stolpe. Rütten & Loening, Berlin 1960. (Hiernach zitiert)
- Das Leben und die Meinungen des Herrn Magister Sebaldus Nothanker. Ullstein, Berlin 1986, ISBN 3-548-37051-9.
- Das Leben und die Meinungen des Herrn Magister Sebaldus Nothanker. G. Olms, Hildesheim 1988, ISBN 3-487-07580-6.
- Das Leben und die Meinungen des Herrn Magister Sebaldus Nothanker. Reclam, Stuttgart 2001, ISBN 3-15-008694-9.